# Wacław Redliński
Wacław Redliński (ur. 8 listopada 1931 w Hołówkach Dużych, zm. 2010) – polski działacz partyjny i państwowy, inżynier środowiska, w latach 1975–1980 wicewojewoda łomżyński.

## Życiorys
Syn Adolfa i Marii, brat pisarza i scenarzysty Edwarda. W 1960 ukończył studia na Wydziale Melioracji Wodnych Szkoły Głównej Gospodarstwa Wiejskiego. W 1961 wstąpił do Polskiej Zjednoczonej Partii Robotniczej. Od czerwca 1975 do 1980 pełnił funkcję wicewojewody łomżyńskiego. W latach 1975–1981 zasiadał w Komitecie Wojewódzkim w Łomży i zasiadał w jego egzekutywie. Od 1982 kierował departamentem zasobów wodnych i ziemi w Ministerstwie Rolnictwa i Gospodarki Żywnościowej.